# Die Geschichte des grauen Hauses - 3. Episode: Der Mord aus Verzweiflung
Die Geschichte des grauen Hauses - 3. Episode: Der Mord aus Verzweiflung è un film muto del 1921 prodotto e diretto da Erik Lund

## Produzione
Il film fu prodotto dalla Delta-Film GmbH (Berlin).

## Distribuzione
Uscì nelle sale cinematografiche tedesche con il visto di censura del 12 dicembre 1921.